# Dueña y Señora (telenovella)
A Dueña y Señora egy 2006-os Puerto Ricó-i telenovella a Telemundótól. Főszereplői: Karla Monroig, Ángel Viera, Flor Nuñez, Braulio Castillo Jr. és Raúl Rosado. A sorozat 2006. május 1-jén került adásba a Telemundo csatornán. A Dueña y Señora 1992 óta az első Puerto Ricó-i telenovella.

## Történet
|  | Alább a cselekmény részletei következnek! |

A 18 éves Adriana beleszeret Diegóba, Mariela barátjába. Diego felbontja az eljegyzését Marielával, ezzel magára és Adrianára haragítva családját. Adriana hatalmas vagyon örököse, amelyet Alejandro Peña, a vagyon kezelője és Mariela édesapja szeretne megtartani magának. Adrianát sikerül félreállítani, aki évekkel később új személyazonosságot felvéve visszatér, hogy bosszút álljon az őt ért sérelmekért.
|  | Itt a vége a cselekmény részletezésének! |

## Szereplők

### Főszereplők
| Színész(nő)          | Szerepnév                                        | Megjegyzés                                                                |
| -------------------- | ------------------------------------------------ | ------------------------------------------------------------------------- |
| Karla Monroig        | Adriana Campos Adriana Robles Ayala Amanda Soler | Beatriz és Esteban lánya                                                  |
| Ángel Viera          | Diego Santarosa                                  | Ivana és Manuel fia, Willy testvére                                       |
| Flor Nuñez           | Ivana de Santarosa                               | Manuel felesége, Diego és Willy édesanyja                                 |
| Braulio Castillo Jr. | Manuel Antonio Santarosa                         | Ivana férje, Diego és Willy édesapja                                      |
| Gilda Haddock        | Beatriz Ayala                                    | Adriana édesanyja                                                         |
| Raúl Rosado          | Alejandro Peña                                   | Carmen férje, Carlota, Mariela és Carlos Alberto édesapja, Ivana bűntársa |
| Pedro Juan Figueroa  | Esteban Robles                                   | Adriana édesapja                                                          |
| Gladys Rodríguez     | Elvira                                           | Adriana nevelője                                                          |
| Daniela Droz         | Carlota Peña                                     | Alejandro és Carmen lánya, Mariela és Carlos Alberto testvére             |
| Brenda Liz Lopez     | Mariela Peña                                     | Alejandro és Carmen lánya, Carlota és Carlos Alberto testvére             |
| Jonathan Montenegro  | Carlos Alberto Peña                              | Alejandro és Carmen fia, Carlota és Mariela testvére                      |
| Jorge Alberti        | William "Willy" Santarosa                        | Ivana és Manuel fia, Diego testvére                                       |
| Joffre Pérez         |                                                  |                                                                           |
| Carlos Miranda       |                                                  |                                                                           |
| Meche Mercado        | Carmen de Peña                                   | Alejandro felesége, Carlota, Mariela és Carlos Alberto édesanyja          |
| Ramón Saldaña        |                                                  |                                                                           |
| Luis Enrique Romero  |                                                  |                                                                           |
| Edgardo Monserrat    | Javier                                           |                                                                           |
| Provi Sein           |                                                  |                                                                           |
| Charlie Masso        |                                                  |                                                                           |
| Danny Torres         |                                                  |                                                                           |
| Ubel Anglada         |                                                  |                                                                           |
| Noris Jofre          |                                                  |                                                                           |
| Pili Montilla        |                                                  |                                                                           |
| Katiria Soto         |                                                  |                                                                           |
| Ernesto Franco       |                                                  |                                                                           |

### Vendég- és mellékszereplők
- Arturo Lizardi
- Avelino Muñoz
- Candido Lugardo
- Carlos Castelio
- Carlos Esteban Fonseca
- Carlos Ferrer
- Carlos Ruíz
- Darlene Vazquetellez .... Hilda
- Edgar Quiles
- Eli Cay .... Leopold
- Eunice Rivera
- German O'Neill
- Ginoel Colón
- Idenisse Salaman
- Jean Pierre Lacompte
- Jerry Segarra
- Jonathan Dwayne
- Jorge Arce
- Jorge Vargas
- Liliam Fernández
- Marie Grillesca
- Michelle Vázquez
- Sirianna Méndez
- Victoria Ramos
- Yanira Félix

## Korábbi verzió
Az 1984-ben készült venezuelai La Dueña, Amanda Gutiérrez és Daniel Álvarado főszereplésével.

## Fordítás
- Ez a szócikk részben vagy egészben  a   Dueña y Señora című spanyol Wikipédia-szócikk fordításán alapul.  Az eredeti cikk szerkesztőit annak laptörténete sorolja fel. Ez a jelzés csupán a megfogalmazás eredetét és a szerzői jogokat jelzi, nem szolgál a cikkben szereplő információk forrásmegjelöléseként.